# Prix Hugot
Ne doit pas être confondu avec Fondation Hugot du Collège de France.
Le prix Hugot, de la fondation du même nom, est un grand prix de l'Institut de France. 
« Le donateur a émis le vœu que l’Institut favorise la formation des élites, aides à la connaissance du patrimoine matériel et spirituel de la France, donne à la musique sa place dans la culture française et dans la formation de l’homme ».

## Liste des lauréats

### Années 1990
- 1997 : Bernard Quemada[1].
- 1998 : Carte archéologique de la Gaule (décerné sur proposition de l'Académie des inscriptions et belles-lettres)[2].

### Années 2000
- 2002 : François de Colbert pour Histoire des Colbert, du XVe au XXe siècle[1].
- 2003 : Entreprise Corpus vasorum antiquorum (décerné sur proposition de l'Académie des inscriptions et belles-lettres)[3].

### Années 2010
- 2013 : Entreprise éditoriale et patrimoniale de la Carte archéologique de la Gaule (décerné sur proposition de l'Académie des inscriptions et belles-lettres)[4].
- 2018 : Association « Abbaye royale Saint-Médard de Soissons » pour soutenir ses travaux de prospection archéologique et favoriser la recherche autour de l’histoire de l’abbaye (décerné sur proposition de l'Académie des inscriptions et belles-lettres)[5].

### Années 2020
- 2021 :
  - Cédric Michon sur proposition de l'Académie des sciences morales et politiques pour son ouvrage Dans la cour des lions. Hommes et femmes de pouvoir à la Renaissance[6]
  - Éric Anceau sur proposition de l'Académie des sciences morales et politiques pour son ouvrage Les Élites françaises. Des Lumières au grand confinement[6].
- 2023 : Bibliothèque du Saulchoir pour soutenir l’entreprise de la numérisation et la mise en ligne indexée de sa collection d’images de dévotion[7].